# Écaquelon
Écaquelon is een gemeente in het Franse departement Eure (regio Normandië) en telt 449 inwoners (2004). De plaats maakt deel uit van het arrondissement Bernay.

## Geografie
De oppervlakte van Écaquelon bedraagt 12,9 km², de bevolkingsdichtheid is 34,8 inwoners per km².
De onderstaande kaart toont de ligging van Écaquelon met de belangrijkste infrastructuur en aangrenzende gemeenten.

## Demografie
Onderstaande figuur toont het verloop van het inwonertal (bron: INSEE-tellingen).